# 아셀라리아목
아셀라리아목(Asellariales)은 키크셀라아문에 속하는 균류 목의 하나이다. Asellaria dactylopus과 Asellaria jatibonicua 종을 포함하고 있다.

## 하위 과
2019년 위자야와데네(Wijayawardene) 등의 연구에 기초한 하위 분류는 다음과 같다.
- 발토미케스과 (Baltomycetaceae) Doweld 2013
- 아셀라리아 (Asellariaceae) Manier 1950 ex. Manier & Lichtward 1968 [Orchesellariaceae Doweld 2014]